# Akiva ben Iosef
El rabino Akiva ben Iosef, también llamado Akiva (en hebreo: עקיבא) (c. 50-c. 135) fue uno de los sabios tanaim que vivió a finales del siglo I y principios del siglo II y perteneció a la tercera generación de los sabios tanaim. Rabi Akiva fue una gran autoridad en materia de halajá, la ley y la tradición judía. Rabi Akiva es uno de los principales contribuyentes a la redacción de la Mishná y los Midrashim legales. Es nombrado en el Talmud como «Rosh Ha-Jajamim» ('Cabeza de todos los sabios'). Si bien se carece de datos históricos independientes de la tradición talmúdica, merece ser llamado el padre del judaísmo rabínico.

## Biografía
Se carece de datos históricos fehacientes del rabí Akiva, más allá del rico material dado por fuentes rabínicas, fundamentalmente en el Talmud.
Akiva ben Iosef (escrito עקיבא en el Talmud de Babilonia —Babli—, עקיבה en el Talmud de Jerusalén —Jer.—, y también como עקביה), quien es normalmente llamado simplemente Akiva, proviene de una familia comparativamente humilde. Un malentendido en la comprensión del término Zekut Abot, unido a una tradición concerniente a Sísara, capitán del ejército de Hazor, es la fuente de otra tradición que hace a Akiva descendiente de Sísara. Según el Talmud el padre fue un prosélito llamado Iosef.
Se sabe por tradición que Akiva fue en su juventud un pastor de ovejas, ignorante de las leyes y tradiciones, un «hombre del pueblo» o am ha-aretz (Pes. 49b). De su esposa Raquel tenemos dos citas, la más aceptada la identifica como hija de Kalba Sabua, un rico residente de Jerusalén, que rechazó a su yerno, mientras otra nombra como suegro a un hombre común llamado Josué.
A la edad de 40 años, siendo padre de una numerosa familia, Akiva decidió concurrir a la academia de su pueblo natal, Lod, dirigida por Eliezer ben Hircano, que fue la única persona que Akiva luego designaba como «rabí» ('mi gran' maestro). Estos datos son importantes para fijar la fecha de su nacimiento. Es conocido que en los años 95-96 Akiva ya tenía gran prominencia, y luego, estudió 13 años antes de ser él mismo un rabí, por lo que el inicio de sus años de estudio debe ser alrededor de los años 75-80 d. C. Consecuentemente, si aceptamos la tradición que Akiva tenía 40 años cuando comenzó sus estudios de la Torá, debe haber nacido entre los años 40 y 50 d. C. Fuentes de la crítica bíblica mencionan que la cifra de «40 años» indica simplemente que era mayor que los demás alumnos, ya que el número 40 es interpretado en la tradición hebrea como «mucho tiempo», como en la frase «40 años en el desierto».
Además de Eliezer, Akiva tuvo otros maestros, principalmente Joshua ben Hanania y Nahum de Gimzo. En cierto sentido el rabí Tarfón fue considerado uno de los maestros de Akiva, pero luego el alumno superó al maestro y el rabí Tarfón fue uno de los grandes admiradores de Akiva. Probablemente Akiva permaneció en Lod mientras Eliezer moró allí, y luego llevó su propia escuela a Bnei Brak, que quedaba a cinco millas romanas de Yafo (lugar distante de la actual ciudad). Akiva también vivió algún tiempo en Zifrón, la actual Zafrán. 
Algunas citas mencionan un viaje de Akiva a Roma en los años 95-96 d. C., acompañado por Raban Gamliel, el rabí Elazar ben Azaria y el rabí Yoshua para solicitar al emperador Tito Flavio Domiciano que anulase los decretos contra los judíos. No lograron reunirse con el emperador, pero tras su muerte, el emperador Nerva, anuló el impuesto que debían pagar los judíos. Múltiples relatos del Talmud están asociados a este viaje.
Dentro de los sabios contemporáneos al rabí Akiva que fueron influidos por su pensamiento podemos mencionar a Elisha ben Avuia, Eliezer ben Tzodok, Eleazar ben Azaria, Gamaliel II, Yehuda ben Betheira, Iojanan ben Nuri, el rbí Iosei Haglili, el rabí Ismael, Janina ben Dosa, Simón ben Azai y Simón ben Zoma.
La academia de Bnei Brak tuvo gran renombre, y sus discípulos fueron numerosos, las citas talmúdicas elevan el número hasta 24 000, si bien no hay fuentes fidedignas que respalden esta cifra. 

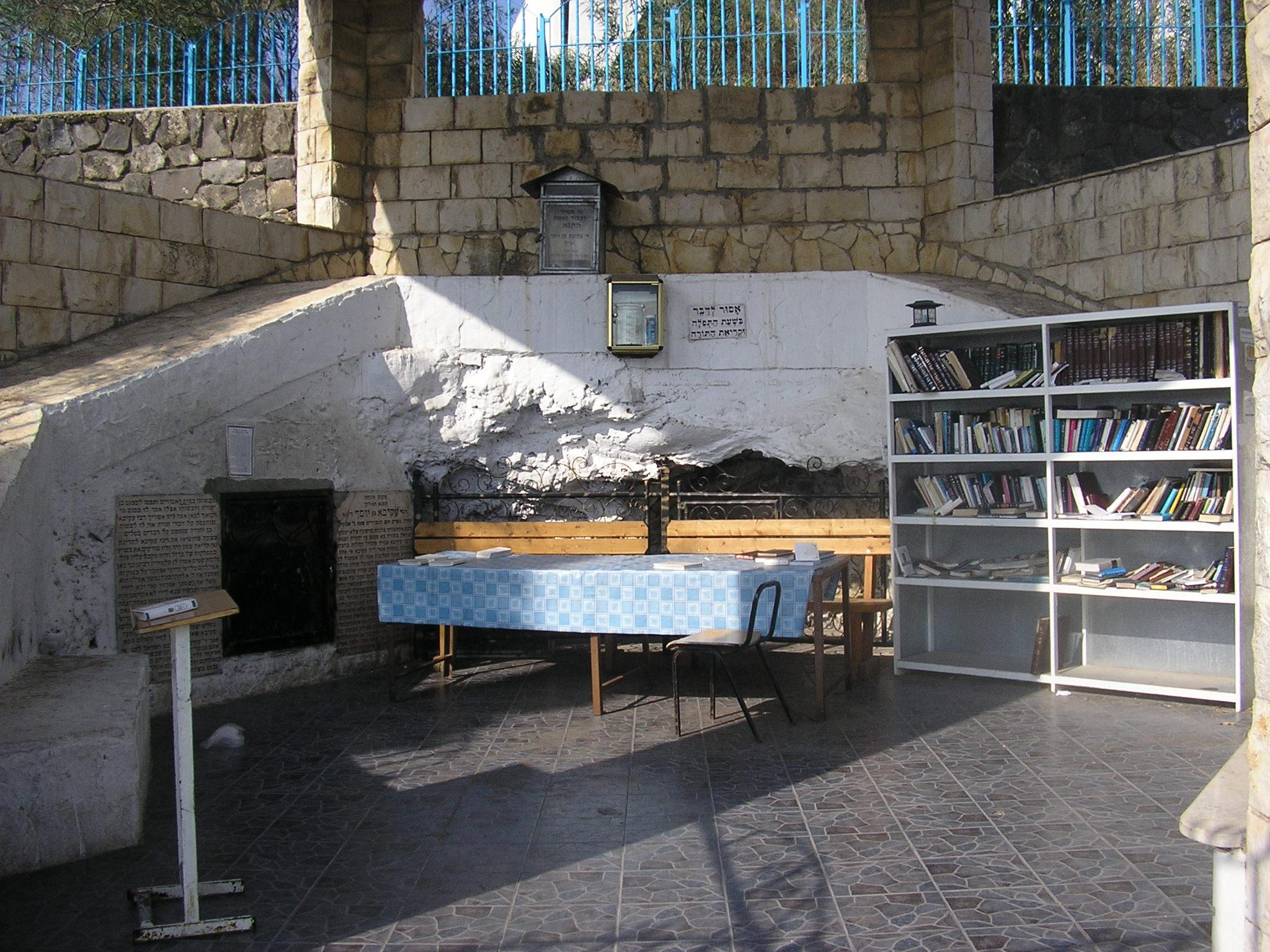
Tumba del rabí Akiva en Tiberíades

Akiva era uno de los miembros más activos del Sanedrín con sede en Yavne, y uno de los colaboradores más cercanos del Nasí Rabán Shimon ben Gamliel de Yavne. Al grupo de estudiosos centrados alrededor de Akiva se lo denominaba "El viñedo de Yavne", dentro de los que se destacaba el rabí Ismael ben Elisha.
Akiva tuvo una participación muy activa en la rebelión contra el Imperio romano encabezada por Simón bar Kojba, a quien proclamó Mesías. Fue capturado por los romanos y torturado hasta morir en Cesarea Marítima en el año 135.
La acusación fue violar los decretos de Adriano que prohibían la enseñanza de la Torá. Akiva fue torturado con peines de hierro calentados al rojo vivo con los que le arrancaron la piel y la carne, por lo que es considerado uno de los 10 mártires del judaísmo y su nombre es recordado en el servicio de Yom Kipur. La tradición cuenta que fue torturado en el momento de decir la plegaria del Shemá, que afirma la unicidad divina, y extendió la palabra final Ejad (Uno) hasta fallecer.

## Discípulos
Según el cómputo de Maimónides, el rabí Akiva pertenece a la tercera generación de Tanaim.
Dentro de los numerosos discípulos que tuvo, cabe destacar los pertenecientes a la "segunda generación":
- Rabí Meir Baal Ha-Nes
- Rabí Iudá ben Ilai[12]
- Rabí Shimon bar Yojai, autor del  Zohar según la tradición
- Rabí José ben Halafta, autor del Seder Olam Rabá.[13]
- Rabí Nehemiá, (autor de Mishnat ha-Middot, texto de Geometría)

Rabí Yehuda Ha-Nasí (conocido como Rabí o Rebí); compilador de la Mishná, fue discípulo de Rabí Meir, quien le trasmitió las enseñanzas del rabí Akiva.
Respecto a la primera generación de discípulos, el Talmud cuenta que la mayoría fallecieron en una gran epidemia durante los días de la cuenta del Omer. En la fiesta de Lag Baomer se recuerda la finalización de dicha plaga.
Aquila de Sinope  realizó una nueva traducción del Tanaj al griego bajo la supervisión del rabí Akiba, siendo esta muy literal, a diferencia de la Septuaginta. Dentro de las diferencias podemos citar la traducción del versículo respecto a la profecía de la mujer mencionada en Isaías 7:14, donde las palabras ha-almah es traducida  como "Mujer joven"  en lugar de "Virgen", como traduce la Septuaginta, dado que la palabra hebrea para Virgen es Betula.

## Método
La metodología desarrollada por Akiva estaba basada en una interpretación del texto que daba principal importancia a cada letra, palabra y símbolo. De esta manera, Akiva pudo adecuar las leyes trasmitidas por la tradición a las necesidades de su tiempo. Sus discípulos aplicaron este acercamiento en los Midrashim que compilaron.
Asimismo, Akiva organizó sistemáticamente el conjunto de leyes (halajot) y tradiciones anteriores de la ley oral (hebreo: Torá she beal pé תורה שבעל פה), que era complejo y muy difícil de comprender, separando las leyes de su exégesis. Compiló y organizó las leyes en seis secciones y subsecciones, de acuerdo al tema en cuestión. Este sistema fue continuado por Rabí Meir y su discípulo, Rabí Iehuda Ha-Nasi, que lo utilizó al escribir la Mishná. Los tratados del Talmud, al ser comentarios de los tratados de la Mishná, siguen este orden. La exégesis de las leyes las compiló en el Midrásh, desarrollando esté método, (midrash halájico) y promulgó nuevas leyes (halajot) deducidas lógicamente de las anteriores, constituyendo un cuerpo legal orgánico. Esta es una de las razones por las que se lo considera fundador del Judaísmo Rabínico. Su código recibe el nombre de Mishná de Akiva. 
Iojanan Bar Napá nos dejó esta importante cita al respecto de la composición y edición de la Mishná y otros textos halájicos:

Nuestra Mishná viene directamente de Rabí Meir, la Tosefta de Rabí Nehemiá, el Sifrá de Rabí Ieudá, y el Sifrei de Rabí Simón, pero todos ellos tomaron a Akiva como modelo en sus trabajos y siguieron su método (tratado Sanedrín 86a)

## Ideas fundamentales
Akiva nunca olvidó su origen humilde, y esto se refleja en sus ideas, dentro de las que podemos mencionar:
- Las desigualdades e injusticias existentes en el mundo creado no deben interferir en nuestra creencia, por lo que las leyes no deben excluir ni exigir grandes sacrificios a los sectores más pobres y débiles ni privilegiar a los más poderosos. Por ej., en el caso de las sepulturas costosas.
- Las leyes civiles pueden interpretarse. La legislación debe favorecer a los sectores más oprimidos, como viudas y huérfanos. Por ej. las leyes de Peá dando preferencia a las viudas y huérfanos en la recolección de las gavillas dejadas atrás.[17]
- La mujer debe ser protegida. Por ej. dictaminó que si los ingresos de una mujer eran superiores al costo de su mantenimiento, la diferencia era de su propiedad.
- El matrimonio debe ser protegido, por lo que estableció duras penas contra la infidelidad.
- Los comerciantes observantes de la Torá deben ser protegidos por las desventajas que esto implica. Por ej. tienen limitado el margen de ganancia.[18]
- Las supersticiones deben ser erradicadas del judaísmo porque son una forma de Idolatría.

## Citas en el Tratado de Principios
Algunas de las citas en Pirke Avot.

### Justicia y Benevolencia
La idea de aplicación estricta de la Ley es básica en el pensamiento de Rabí Akiva, por lo que el atributo divino de Benevolencia podría entrar en conflicto con el de Justicia. Enseñó que Dios combina Bondad y Benevolencia con estricta Justicia. Dijo: 

El mundo es juzgado con benevolencia pero todo depende de la mayoría de nuestras acciones". (Pirke Abot Cap. 3:18)

Es decir, Dios es benevolente, pero el resultado del juicio sobre el hombre está dado por si predominan nuestras buenas acciones sobre las malas o viceversa.

### Libre albedrío
Akiva sostenía enfáticamente la libertad de elección en el Hombre, en aparente contradicción con la predestinación. Su máxima al respecto está citada en el Pirke Avot:

Todo está previsto pero el hombre tiene el libre albedrío (Pirke Abot Cap. 3:18)

Definiendo que esta aparente paradoja simplemente está más allá de la capacidad de comprensión del Hombre.

### Normas de vida
Respecto a como conducirnos, el rabí Akiva dice:

La burla y la frivolidad conducen al hombre a la inmoralidad. La tradición es como una valla que salvaguarda la Torá, la beneficencia salvaguarda la riqueza, los votos conducen a la abstinencia, mientras que el silencio conduce a la sabiduría.(Pirke Abot Cap. 3:17)

## Cábala
Si bien algunas fuentes minoritarias lo citan como autor del Séfer Ietzirá, hay numerosas citas del texto anteriores a él. Aryeh Kaplan sugiere la posibilidad que Akiva haya modificado el texto, que en esa época se trasmitía oralmente, siguiendo su método de precisión en cada letra y palabra.
A su discípulo, el rabí Shimon bar Iojai, se le atribuye la redacción del Zohar, texto fundamental en la  Cábala judía. Asimismo, Akiva es mencionado en múltiples textos cabalísticos, como el Shiur Komá, del rabí Moshe Cordovero, el Sefer ha-Bahir, y otros.

## Relatos
Existen múltiples hagadot (relatos) del rabí Akiva tanto en el Talmud jerusalemitano como en el Talmud babilonio. Mencionaremos solo algunos de ellos.

### Modestia
Un ejemplo de su modestia es la directiva sobre su entierro dada a su hijo Simón, donde expresamente pide que su entierro sea simple, y que sus seguidores lo honren cumpliendo con las leyes de la Torá. Él dijo:

Hermanos de la casa de Israel, escúchenme. No porque yo sea un estudioso deben ustedes concurrir en gran número; existe gente mas docta que yo. No porque sea un hombre rico, porque hay mucha gente mas rica que yo. La gente del sur conoce a Akiba, pero ¿cuanta gente de la Galilea me conoce?. Los hombres me conocen, pero ¿cuantas mujeres y niños me conocen?

### Fe
Relata el Talmud:

Raban Gamliel, Rabi Eleazar ben Azarya, Rabi Yehoshua y Rabi Akiva  subieron nuevamente a Jerusalén. Al arribar a Har Hazofim (monte Scopus), rasgaron sus ropas en señal de duelo. Después cuando llegaron al monte del Templo, vieron a  un zorro que salía del lugar del Sacta Sactorum. Ellos empezaron a llorar menos Rabi Akiva que reía. Le preguntaron: ¿Por que ríes?, y él les preguntó ¿Ustedes, por qué lloran? Le contestaron: Este es el lugar sobre el que está  escrito «y el extraño que se acerca debe morir» (Bamidbar 1) y ahora los zorros caminan sobre ese lugar, como no vamos a llorar? Rabi Akiva les contesto: por eso río, como está escrito en Yeshayahu 8 «voy a atestiguar con testigos fieles, con Urías el sacerdote y con Zejatria ben Yebarjihu». Nuestros sabios preguntaron ¿porque está puesto Urías junto a Zejaria? Urías vivió durante el Primer Templo y Zejaria durante el Segundo Templo. El motivo es que están conectados el versículo de la profecía de Zejaria con el de la profecía de Urías.

En Urías está escrito (Mija 3) «Por tal Razón, por vuestra culpa, Zión será arada como un campo, Jerusalén se convertirá en una pila de escombros y el Monte del Templo será como montes cubiertos de bosque».

En Zejaria está escrito (Zejaria 8-4) «Así dijo el Dios de los Ejércitos, todavía se van a sentar ancianos y ancianas en las calles de Jerusalén y el hombre con su apoyo en su mano por su longevidad. Y las calles de la ciudad se llenaran de niños y niñas que jugaran en sus calles.» Hasta que no se cumplió la profecía de Urías temí que no se iba a cumplir la profecía de Zejaria, pero ahora que se cumplió la profecía de Urías, sé que la profecía de Zejaria se cumplirá. Ellos le dijeron: “Akiva, nos consolaste”.

### Relación con su esposa
El Talmud Babilonio tratado Shabat 86a cuenta: 

Rabí Akiva le regaló una joya de oro muy importante a su esposa. La esposa del Nasí Raban Gamliel vio la joya, le dió pesar y protestó a su esposo. Éste le contestó: «Si tú hubieras hecho por mi lo que ella hizo por él, yo hubiera hecho por ti lo que él hizo por ella». (en referencia a que ella cortó sus trenzas y las vendió para que él pudiera continuar con sus  estudios de Torá)

### Entrada al paraíso
El Talmud Babilonio Tratado Jaguigá 14.2 cuenta:

Cuatro entraron al Pardes, Ben Azái, Ben Zomá, Elisha ben Abuya y Rabí Akiva. Ben Azái observó y enloqueció. Ben Zomá observó y murió, Elisha ben Abuya cortó las amarras, Rabí Akiva entró en paz y salió en paz.

La palabra Pardes en hebreo puede traducirse como jardín, en referencia al paraíso, pero también se interpreta es el acrónimo de las cuatro formas de interpretación de la Torá:
P por Pshat: Interpretación literal
R por Remez: Interpretación alusiva el contexto, donde todas las letras nos dicen algo.
D por Drash: Interpretación Exegética.
S por Sod:   Interpretación secreta o mística.
Esta cita tiene múltiples interpretaciones, sobre todo cabalísticas. La mayoría de los estudios concuerdan en tomar esta cita como prueba que Rabí Akiva estudiaba los textos secretos cabalísticos.

### Enseñanza de la Torá
El rabí Akiva continuó la enseñanza de la Torá en público aun cuando el gobierno romano la había prohibido con pena de muerte según los decretos de Adriano. Papus ben Iehuda, le advirtió que estaba poniendo en riesgo su vida. Akiva le contestó con la siguiente parábola: 

Un zorro estaba caminando una vez por la orilla de un río, y vio que los peces nadaban de un lado al otro. «¿De qué están huyendo?», le preguntó a los peces. «Escapamos de las redes del pescador», le contestaron. «En ese caso vengan y quédense junto a mi en la tierra seca», dijo el zorro. Los peces le contestaron «¿A ti es al que describen como el más inteligente de los animales?, No eres astuto sino tonto. Si aquí en el agua que es donde vivimos estamos en peligro, cuánto más lo estaremos en la tierra seca, donde seguro moriremos».

Un Midrash cuenta que Moisés le preguntó a Dios en el Sinaí, cuando estaba recibiendo la Ley, si ésta continuaría en el tiempo. Dios le mostró a Moisés la academia del rabí Akiba en una clase con los alumnos, y Moisés no entendió nada de lo que Akiva explicaba. En un momento, uno de los alumnos le preguntó a Akiba de dónde venía esa ley, y Akiba contestó: Moisés la recibió de Dios en el Sinaí. Y Moisés se tranquilizó sobre el futuro de la Halajá.

### Enseñanza de los Kethuvim
Respecto al Cantar de los Cantares, el rabí Akiva expresó su aprecio así: 

El mundo entero no era digno del día en que esta Canción sublime fue dada a Israel.

 (Mishna Yadayim 3:5).

## Todo es para bien
Casi toda la religión judía es en el 'fundamento religioso' de la providencia; desde el Pentateuco con Dios Creador, con el éxodo del antiguo Egipto, con el maná, etc., además del Talmud con sus innumerables ejemplos, hasta la liturgia con las celebraciones festivas en el transcurso del tiempo diario y con las mismas oraciones, bueno: para cada judío, Dios es ciertamente omnipresente, tanto en la vida cotidiana como en la historia y en la existencia individual y colectiva como pueblo de Israel.

Rabí Akiva viajaba una vez en el camino (a Jerusalén) y tenía un burro, un gallo y una lámpara con él. Llegó a cierta ciudad y fue a buscar alojamiento para pasar la noche, pero todos lo rechazaron. Él dijo: «Cualquier cosa que Dios haga es por el bien» ...y pasó la noche al aire libre. Un león vino y devoró su burro; vino un gato y se comió su gallo; y una ráfaga de viento vino y apagó la luz. Él dijo: «Todo lo que Dios hace es para bien» Esa misma noche llegó un regimiento del ejército, conquistó la ciudad y llevó al pueblo al cautiverio. Rabí Akiva dijo: «¿No te lo dije? ¿Lo que Dios hace es para bien?»

### En castellano
- Biografía en Masuah
- Pensamiento Jinuj

### En inglés
- A biography of Rabbi Akiva
- OU.org: Rabbi Akiva, Master of Teshuvah
- Photos of Rabbi Akiva's tomb in Tiberias
- A collection of articles on Rabbi Akiva's teaching from Chabad Knowledge Base
- Jewish Encyclopedia article on Akiba, by Louis Ginzberg.

- Datos: Q310821
- Multimedia: Akiva ben Joseph / Q310821